# Abla Mehio Sibai
Abla Mehio Sibai (geboren im 20. Jahrhundert) ist eine libanesische Epidemiologin und Gerontologin, die international für ihre Forschungen und ihren gesellschaftlichen Einsatz im Bereich der Gesundheitsförderung älterer Menschen bekannt ist. Sie ist Professorin und Dekanin der Fakultät für Gesundheitswissenschaften an der Amerikanischen Universität Beirut. Im Jahr 2020 wurde sie mit dem L’Oréal-UNESCO-Preis ausgezeichnet, der ihre wegweisenden Beiträge zur gesunden Alterung hervorhebt.

## Leben
Abla Mehio Sibai schloss im Jahr 1977 ihr Bachelorstudium der Pharmazie und 1986 ihr Masterstudium der Epidemiologie an der Amerikanischen Universität Beirut ab. Ihren Doktortitel erwarb sie 1997 an der London School of Hygiene and Tropical Medicine. Die Erfahrungen während des libanesischen Bürgerkriegs von 1975 bis 1990, insbesondere die Auswirkungen auf ältere Menschen und die familiäre Betroffenheit, prägten ihre berufliche Laufbahn nachhaltig. Ihre Karriere als Pharmazeutin wurde durch den Bürgerkrieg abrupt beendet, woraufhin sie sich zehn Jahre lang ausschließlich der Familie widmete. Danach setzte sie ihre akademische Laufbahn fort und spezialisierte sich in Epidemiologie, insbesondere im Kontext chronischer Erkrankungen und Altersforschung.
Seit Juli 2022 ist sie Dekanin der Fakultät für Gesundheitswissenschaften an der AUB, nachdem sie zuvor bereits zwei Jahre lang als Interimsdekanin fungiert hatte.

## Wirken
Abla Mehio Sibai gilt als wegweisende Forscherin im Bereich der Gerontologie und der Epidemiologie chronischer Krankheiten. Ihre Forschung befasst sich mit den Herausforderungen des demografischen Wandels, darunter mit nichtübertragbaren Krankheiten (NCDs) wie Herz-Kreislauf-Erkrankungen, Krebs und Diabetes bei älteren Erwachsenen in Ländern mit niedrigem und mittlerem Einkommen, mit einem Schwerpunkt auf den arabischen Raum.
Im Jahr 2001 leitete sie die erste Studie Global Burden of Disease und 2008 die erste nationale WHO-Studie zu Risikofaktoren nichtübertragbarer Krankheiten im Libanon. Sie kritisierte die Diskrepanz zwischen Forschung und politischer Umsetzung und setzte sich für eine wirksame Umsetzung von Forschungsergebnissen in gesundheitspolitische Maßnahmen ein.
Im Jahr 2008 war sie Mitbegründerin und Leiterin des Zentrum für Alterungsstudien im Libanon, das sich für Forschung, Politikgestaltung und Öffentlichkeitsarbeit im Bereich des Alterns einsetzt. Zudem startete sie 2010 das Programm University for Seniors an der Amerikanischen Universität Beirut, das älteren Menschen Möglichkeiten zur lebenslangen Bildung, sozialen Vernetzung und geistiger Aktivität bietet.
Sie war federführend an der Erstellung der libanesischen „Nationalen Strategie für ältere Menschen“ beteiligt und wirkte als Beraterin für internationale Organisationen wie WHO, UNFPA und ESCWA sowie im Vorstand von HelpAge International.
Ihr Einsatz umfasst neben wissenschaftlicher Arbeit auch öffentliche Gesundheitspolitik und gesellschaftliche Aufklärungsarbeit zur Überwindung von Altersdiskriminierung und zur Stärkung der Rolle älterer Menschen in der Gesellschaft.
Für ihre umfangreichen Beiträge wurde sie mit dem L’Oréal-UNESCO-Preis, dem WHO Shousha Award 2014 und dem kuwaitischen Preis für die Kontrolle von Herz-Kreislauf-Erkrankungen 2019 ausgezeichnet. 2023 erhielt sie überdies den kuwaitischen Sheikh Sabah Al-Ahmad Al-Jaber Al-Sabah Preis für Gesundheitsforschung und -förderung.